# Alan Shepard
Alan Shepard punog imena Alan Bartlett Shepard, Jr. (Derry, New Hampshire 18. studenog 1923. – Pebble Beach, Kalifornija, 21. srpnja 1998.), bio je američki astronaut i pilot Američke mornarice. Shepard je bio drugi čovjek, a prvi Amerikanac u svemiru (iza Gagarina). Deset godina nakon toga bio je zapovjednik misije Apollo 14 i peti čovjek koji je šetao Mjesecom.

## Životopis

### Mornarički dani
Shepard je rođen u vojničkoj obitelji, otac mu je bio pukovnik, tako da je i on nastavio tradiciju i upisao se na Mornaričku akademiju koju je završio 1944. Nakon toga služio je na razaraču USS Cogswell posljednju godinu Drugog svjetskog rata po Tihom oceanu. Nakon toga otišao je na obuku za letača u Corpus Christi, Texas i Pensacola, Florida, koju je završio 1947. Potom je radio kao borbeni pilot, - pa probni pilot od 1950.

### Astronaut

#### Projekt Mercury
Shepard je odabran 1959. kao jedan od 110 vojnih probnih pilota od strane novoutemeljene američke svemirske agencije NASA. Nakon niza napornih psihofizičkih testova, Shepard je ušao u krug sedam prvih astronauta za Program Mercury.

#### Misija Freedom 7 (Projekt Mercury-Redstone 3)
Shepard je odabran u siječnju 1961. za prvog letača američkog svemirskog programa Misije Freedom 7, nakon višekratnih odgađanja Shepard je poletio 5. svibnja 1961. kao prvi amerikanac u svemir (gotovo mjesec dana nakon Jurija Gagarina). Shepardov let u biti i nije bio pravi svemirski let, jer on nije dosegao orbitu (apogej: 187.42 km).
Nakon uspješnog slijetanja u Atlantik, Shepard je postao nacionalni heroj, 
priređene su mu parade u Washingtonu, New Yorku i Los Angelesu, a primio ga je i predsjednik John F. Kennedy.
Nakon toga je trebao sudjelovati u projektu Gemini, ali je zbog bolesti otpao, 1963. je postao šef za astronaute NASE.

#### Misija Apollo 14
U dobi od 47, kao najstariji astronaut u programu Apollo, Shepard je napravio svoj drugi svemirski let, kao zapovjednik Apolla 14, 31. siječnja - 9. veljače 1971. To je bila treća uspješna američka misija na Mjesec. Shepard je najpreciznije spustio svoj lunarni modul Antares od svih u programu Apollo. To je bila prva misija s koje se uspješno emitirao televizijski signal u boji. Shepard je prošetao Mjesecom i čak zaigrao golf.
Nakon povratka iz misije Shepard je obnašao važne rukovodeće poslove u NASI. U lipnju 1971. je promaknut u čin admirala. Umirovljen je 1. kolovoza 1974.

## Vanjske poveznice
- Alan Shepard, Daily Telegraph  Arhivirana inačica izvorne stranice od 3. veljače 2011. (Wayback Machine)